# Europamästerskapen i skidorientering 2017
Europamästerskapen i skidorientering 2017 avgjordes i Imatra, Finland 7–12 februari 2017 och arrangerades av Internationella orienteringsförbundet (IOF).

## Program
Alla tider är lokala (UTC +2).
| Datum                   | Tid   | Gren                                               |
| ----------------------- | ----- | -------------------------------------------------- |
| Tisdag 7 februari 2017  | 10:00 | Sprint: 4 000 m (K), 4 200 m (M)                   |
| Onsdag 8 februari 2017  | 10:00 | Mixstafett sprint                                  |
| Torsdag 9 februari 2017 | 10:00 | Långdistans (masstart): 17,42 km (K); 20,18 km (M) |
| Lördag 11 februari 2017 | 10:00 | Medeldistans                                       |
| Söndag 12 februari 2017 | 10:00 | Stafett                                            |

## Medaljöversikt

### Kvinnor
| Disciplin    | Guld                                                       | Silver                                             | Brons                                                      |
| Sprint       | Tove Alexandersson Sverige                                 | Mirka Suutari Finland                              | Magdalena Olsson Sverige                                   |
| Långdistans  | Alena Trapeznikova Ryssland                                | Tove Alexandersson Sverige                         | Marija Ketjkina Ryssland                                   |
| Medeldistans | Tove Alexandersson Sverige                                 | Marija Ketjkina Ryssland                           | Alena Trapeznikova Ryssland                                |
| Stafett      | Ryssland Alena Trapeznikova Polina Frolova Marija Ketjkina | Finland Mirka Suutari Marjut Turunen Salla Koskela | Sverige Frida Sandberg Magdalena Olsson Tove Alexandersson |

### Män
| Disciplin    | Guld                                               | Silver                                                          | Brons                                                       |
| Sprint       | Andrej Lamov Ryssland                              | Jyri Uusitalo Finland                                           | Sergej Gorlanov Ryssland                                    |
| Långdistans  | Andrej Lamov Ryssland                              | Markus Lundholm Sverige                                         | Kirill Veselov Ryssland                                     |
| Medeldistans | Stanimir Belomazjev Bulgarien                      | Sergej Gorlanov Ryssland                                        | Lars Moholdt Norge                                          |
| Stafett      | Sverige Martin Hammarberg Ulrik Nordberg Erik Rost | Ryssland 2 Vladimir Bartjukov Eduard Chrennikov Sergej Gorlanov | Finland Tero Linnainmaa Jyri Uusitalo Ville-Petteri Saarela |

### Mixstafett
| Disciplin         | Guld                                 | Silver                                  | Brons                                          |
| Mixstafett sprint | Ryssland Polina Frolova Andrej Lamov | Sverige 3 Frida Sandberg Ulrik Nordberg | Finland 3 Marjut Turunen Ville-Petteri Saarela |